# Karl Brunner
Karl Josef Michael Otto Brunner, född 26 juli 1900 i Passau, död 7 december 1980 i München, var en tysk jurist och SS-Brigadeführer.

## Biografi
Karl Brunner deltog i första världskriget från 1917 och uppnådde graden löjtnant. Efter kriget gick han med i en frikår; mellan 1922 och 1923 tillhörde han Marinebrigade Ehrhardt. Denna frikår anfördes av officeren Hermann Ehrhardt och bekämpade i huvudsak kommunister. Brunner studerade rättsvetenskap vid Münchens universitet och verkade från 1927 som advokat. År 1933 blev han medlem i Nationalsocialistiska tyska arbetarepartiet (NSDAP) och Sturmabteilung (SA). Senare överflyttades han till SS och var verksam vid SD-Hauptamt, Sicherheitsdiensts (SD) huvudbyrå.

### Andra världskriget
Den 1 september 1939 anföll Tyskland sin östra granne Polen och andra världskriget inleddes. I kölvattnet på de framryckande tyska trupperna följde särskilda insatsgrupper, Einsatzgruppen, vilka inom ramen för Operation Tannenberg hade i uppgift att eliminera personer som kunde tänkas leda det polska motståndet, till exempel politiska aktivister, intelligentia och reservister. Adolf Hitler hade för avsikt att utplåna Polens härskarklass för att därmed ”hugga huvudet av den polska nationen”. Därtill inledde insatsgrupperna massmordet på polska judar. Brunner utsågs i september 1939 till chef för Einsatzkommando 4 inom Einsatzgruppe I. Brunners insatskommando följde efter 14:e armén under befäl av generalöverste Wilhelm List. I september och oktober 1939 opererade insatskommandot i bland annat Bielsko-Biała och Rzeszów.
I september 1940 utnämndes Brunner till inspektör för Sicherheitspolizei (Sipo) och Sicherheitsdienst (Inspekteur der Sicherheitspolizei und des SD, IdS) i Salzburg. Från 1943 till krigsslutet var han SS- och polischef (SS- und Polizeiführer, SSPF) i Bozen. Den 13 maj 1945 greps Brunner och hamnade i krigsfångenskap. Han släpptes tre år senare.

## Befordringshistorik
| Datum           | Tjänstegrad              |
| --------------- | ------------------------ |
| 15 juni 1934    | SS-Untersturmführer      |
| 20 april 1935   | SS-Obersturmführer       |
| 20 april 1936   | SS-Hauptsturmführer      |
| 20 april 1937   | SS-Sturmbannführer       |
| 20 april 1938   | SS-Obersturmbannführer   |
| 19 april 1941   | Oberst der Polizei       |
| 1 maj 1942      | SS-Oberführer            |
| 21 oktober 1942 | Generalmajor der Polizei |
| 9 november 1942 | SS-Brigadeführer         |